# Michaela Tomešová
Michaela Tomešová (* 17. května 1991), za svobodna Michaela Doubravová, je česká herečka a zpěvačka. Proslavila se rolemi v seriálu O ztracené lásce a v televizním filmu Deník šílené manželky. Jejím manželem je zpěvák a herec Roman Tomeš, se kterým má syny Kristiána a Jonáše.
V roce 2010 účinkovala v soutěži Robin Hood – Cesta ke slávě na TV Prima. Díky této soutěži získala roli v muzikálu Robin Hood v Divadle Kalich. V roce 2022 pak ve účinkovala Výměně manželek.

## Herecká filmografie
- 2000 Deník šílené manželky (Justýnka)
- 2000 Den dobrých skutků
- 2001 Mach Šebestová a kouzelné sluchátko (spolužačka)
- 2005 Ordinace v růžové zahradě (televizní seriál)
- 2005 Ulice (televizní seriál)
- 2008 Kriminálka Anděl (televizní seriál)
- 2009 Přešlapy (televizní seriál)
- 2011 Terapie (televizní seriál)
- 2013 Maturita
- 2015 Stopy života (televizní seriál)
- 2018 Labyrint
- 2018 Jak se moří revizoři
- 2020 Sestřičky Modrý kód (televizní seriál)
- 2022 Zoo (televizní seriál)
- 2025 ZOO Nové začátky (televizní seriál)

## Divadlo
- 2010 Gabriela Osvaldová, Ondřej Soukup: Robin Hood, služebná Kitty[3] (později i Mariana[4]), Divadlo Kalich, režie Ján Ďurovčík
- 2011 Boris Filan, Ján Ďurovčík, Peter Pavlac: Osmý světadíl, Jana, Divadlo Kalich, režie Ján Ďurovčík
- 2012 Jim Jacobs, Warren Casey: Pomáda, Rizzo, Divadlo Kalich, režie Ján Ďurovčík
- 2013 Gabriela Osvaldová, Ondřej Soukup: Mauglí, Rašmí, Divadlo Kalich, režie Martin Kukučka a Lukáš Trpišovský
- 2013 Jonathan Larson: Rent,[5] Mimi, Divadlo Na Prádle a Divadlo Kalich, režie Steve Josephson
- 2014 Robert Stigwood, Bill Oakes, Bee Gees: Horečka sobotní noci, Annette, Divadlo Kalich, režie Ján Ďurovčík
- 2014 Jonathan Larson: Miluj, žij a plať – RENT,[6] Mimi, Divadlo Na Prádle, režie Steve Josephson
- 2015 Ján Ďurovčík, Peter Pavlac, Miroslav Žbirka, Kamil Peteraj: Atlantida, Sofie, Divadlo Kalich, režie Ján Ďurovčík
- 2016 Henri Meilhac, Albert Millaud, Florimond Hervé: Mam´zelle Nitouche, Denisa de Flavigny, Divadlo F. X. Šaldy, režie Oldřich Kříž
- 2016 William Shakespeare: Sen čarovné noci, Víla, Národní divadlo, režie Daniel Špinar
- 2019 Gerome Ragni, James Rado, Galt MacDermot: Vlasy (květiNOVÉ děti), Jeanie (alternace Simona Tlustá), Divadlo Kalich, režie Šimon Caban
- 2019 Norm Foster: Láska v přímém přenosu, Divadlo Kalich, režie Roman Štolpa
- 2019 Ján Ďurovčík, Peter Pavlac, Elán: Voda (a krev) nad vodou, Tereza (alternace Marie Křížová a Marianna Polyáková), Divadlo Kalich, režie Ján Ďurovčík
- 2021 Milan Uhde – Miloš Štědroň: Balada pro banditu, Divadlo na Vinohradech, režie: Juraj Deák, premiéra: 2. října 2020, role: Eržika